# Globodera
Los nemátodos de la raíz de la papa o nemátodos del quiste de la papa (PCN) son  gusanos redondos de 1 mm de longitud, pertenecientes al género Globodera, el cual comprende alrededor de 12 especies. Viven en las raíces de las plantas de la familia Solanaceae , tales como papas y tomates. PCN causa retardo en el crecimiento, en muy alta densidad de poblaciones, daño a las raíces y senescencia temprana de plantas. El nemátodo proviene de los Andes (al igual que sus plantas alimento, solanáceas). Ha sido accidentalmente introducido a otras partes del mundo. Los campos están libres de PCN hasta que se produce una introducción, después de lo cual los parches típicos, o hotspots, se producen en las tierras de cultivo. Estos parches pueden convertirse en infestaciones de campo completo cuando no se seleccionan. Las reducciones de rendimiento pueden alcanzar un promedio de hasta el 60% a altas densidades de población.